# Sobědraž
Sobědraž je místní část obce Kostelec nad Vltavou v okrese Písek v Jihočeském kraji, která leží na pravém břehu Vltavy přibližně čtyři kilometry jihovýchodně od Kostelce nad Vltavou. Žije zde 77 obyvatel.
Okolo vesnice jsou Sobědražské lesy. Uprostřed návsi je rybník a kaplička svatého Jana Nepomuckého. V obci bývala též jednotřídní škola. Do jejího otevření museli děti chodit do Kostelce nad Vltavou. Roku 1881 padla první žádost o zřízení samostatné školy, ale bezvýsledně. Během let se žádosti opakovaly, až po první světové válce došlo k její výstavbě. Zřízena byla 2. dubna 1919 a před dokončením se učilo v sále hostince pana Vraštila, kde se vyučovalo až do konce roku 1924. Nová škola, ležící na cestě do Kostelce nad Vltavou, byla předána ke školnímu roku 1925. Na průčelí stál nápis: Škola, základ života. Dnes slouží jako obecní knihovna, místo pro schůze, volby apod.

## Historie
První písemná zmínka o vesnici pochází z roku 1554, ale uvádí se také roku 1800.[zdroj?] Do roku 1870 tvořily obec ještě další její části: Sobědražské břehy, Přílepovec, Vesec a Kotýřina. První budovy v obci byly postaveny ze dřeva a to včetně kapličky. Při požáru obce ale byly tyto dřevěné domy většinou zničeny a požár poničil i kapličku, která byla ale v roce 1894 postavena na stejném místě znovu. V roce 1902 byl založen dobrovolný sbor hasičů v obci a otevřena byla i hasičská zbrojnice. V dřívějších dobách v obci fungovala škola dostavěná v roce 1925, která je nyní uzavřena a budova je využívána pro obecní účely.

## Obyvatelstvo
| Rok            | 1869 | 1880 | 1890 | 1900 | 1910 | 1921 | 1930 | 1950 | 1961 | 1970 | 1980 | 1991 | 2001 | 2011 | 2021 |
| -------------- | ---- | ---- | ---- | ---- | ---- | ---- | ---- | ---- | ---- | ---- | ---- | ---- | ---- | ---- | ---- |
| Počet obyvatel | 460  | 379  | 377  | 384  | 385  | 394  | 327  | 233  | 212  | 198  | 146  | 112  | 98   | 79   | 77   |
| Počet domů     | 48   | 45   | 49   | 54   | 58   | 63   | 69   | 64   | 48   | 48   | 45   | 41   | 53   | 55   | 55   |

## Obecní správa
Při sčítání lidu v letech 1850–1963 Sobědraž byla samostatnou obcí v okrese Milevsko. Od roku 1964 je částí obce Kostelec nad Vltavou v okrese Písek. V letech 1850–1879 k obci patřily Kotýřina, Přílepov a Vesec.

## Pamětihodnosti
- Návesní kaple je zasvěcená svatému Janu Nepomuckému.[9] Podle tohoto druhého zdroje byla kaple postavena roku 1897.[9] Po velikém požáru v obci 20. srpna 1892, kdy shořela část vesnice včetně kaple, bylo rozhodnuto postavit novou kapli u okresní silnice ve vsi. Kromě místních obyvatel se finančně spolupodílel i kníže Karel Schwarzenberg, který zakoupil do kaple zvon. Kněžna Kristina ze Schwarzenbergů opatřila novou kapli potřebným mobiliářem. Knížecí rodina se zúčastnila slavnostního vysvěcení, které proběhlo 20. června 1897 za veliké účasti místních obyvatel i přespolních. Celou tuto slavnost zaznamenal Zpravodaj z roku 1897.[9]
- Za vesnicí směrem na Kostelec nad Vltavou se na kraji vpravo v lese nachází zavěšený svatý obrázek.[9]
- Kovový kříž na kamenném podstavci s datací z roku 1856 se nachází nedaleko od vesnice po levé straně, u lesa, u komunikace směrem na Kostelec nad Vltavou.[10]
- Přímo ve vesnici se na západním konci nalézá zdobný kovový kříž v ohrádce. Vročení kříže 1864.[10]
- Další kovový kříž na kamenném podstavci je umístěný u komunikace z vesnice směrem na Jickovice – Zvíkov.[10] Vročení kříže 1885 ?[10]
- U hájovny Olšičky, u silnice směrem Jickovice – Sobědraž se nalézá dobný kovový kříž na kamenném podstavci.[10]
- Jižním směrem za vesnicí je vlevo na pokraji lesa celokamenný kříž.[10]

## Galerie

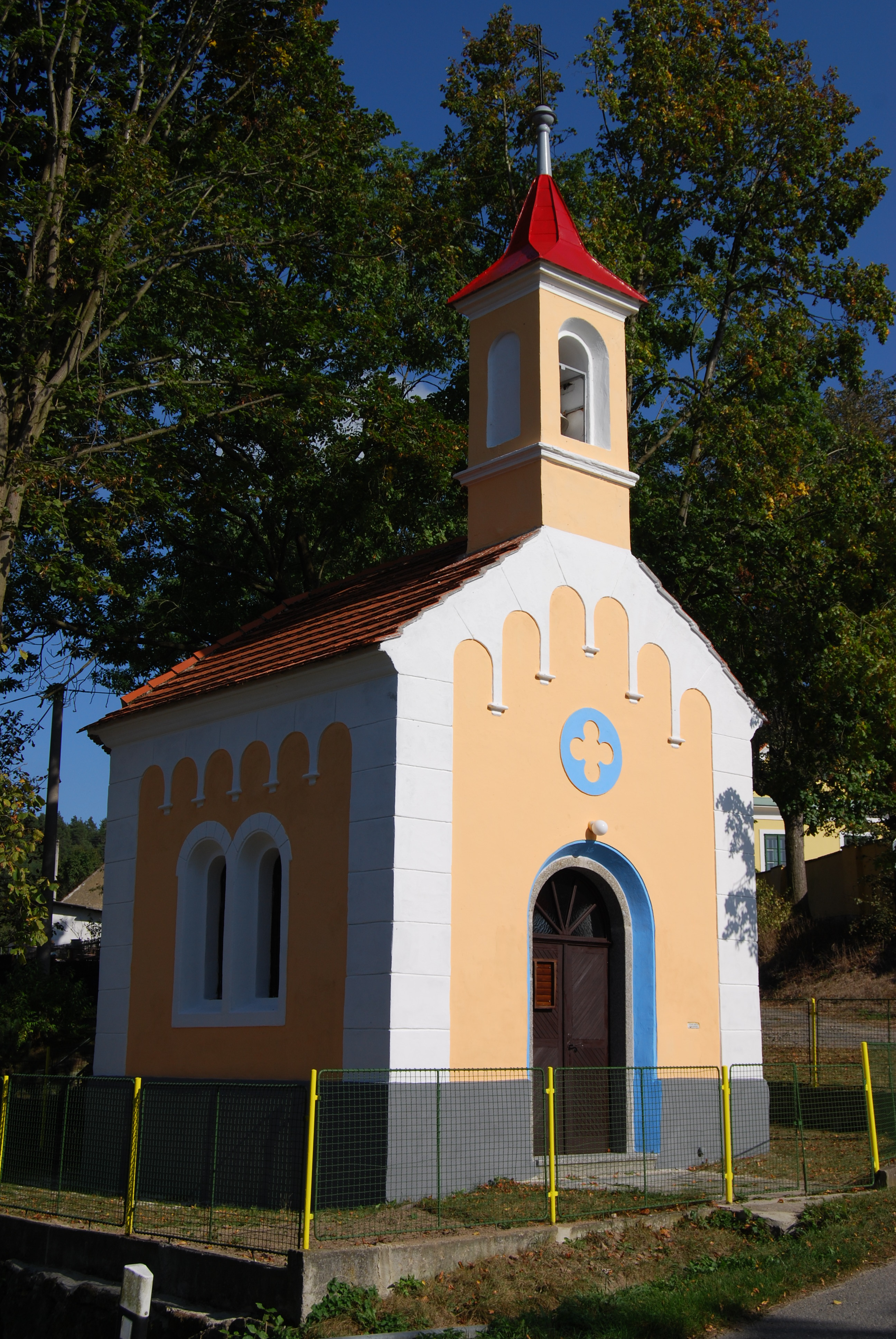
Návesní kaple
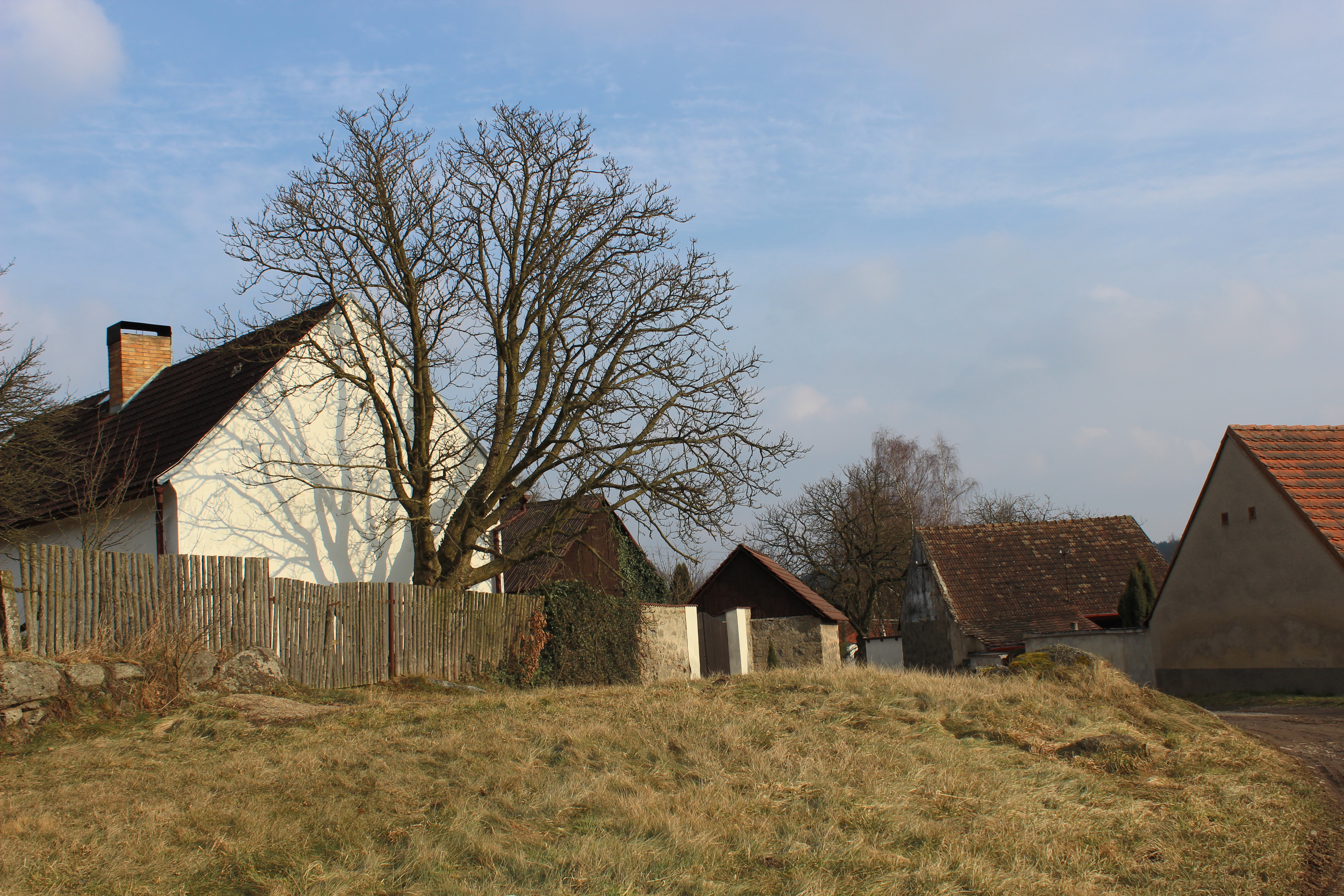
Pohled na část vesnice
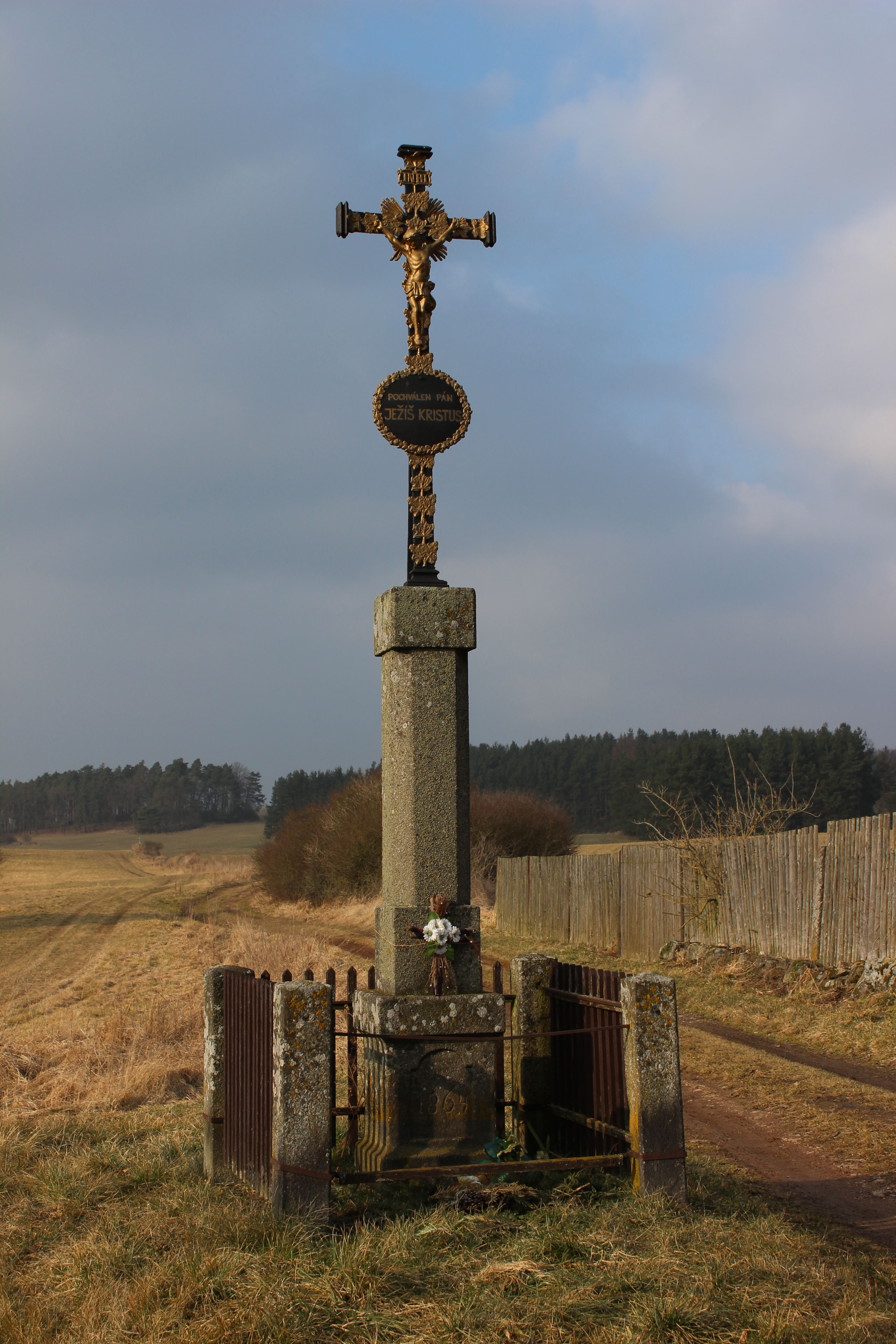
Kříž ve vesnici
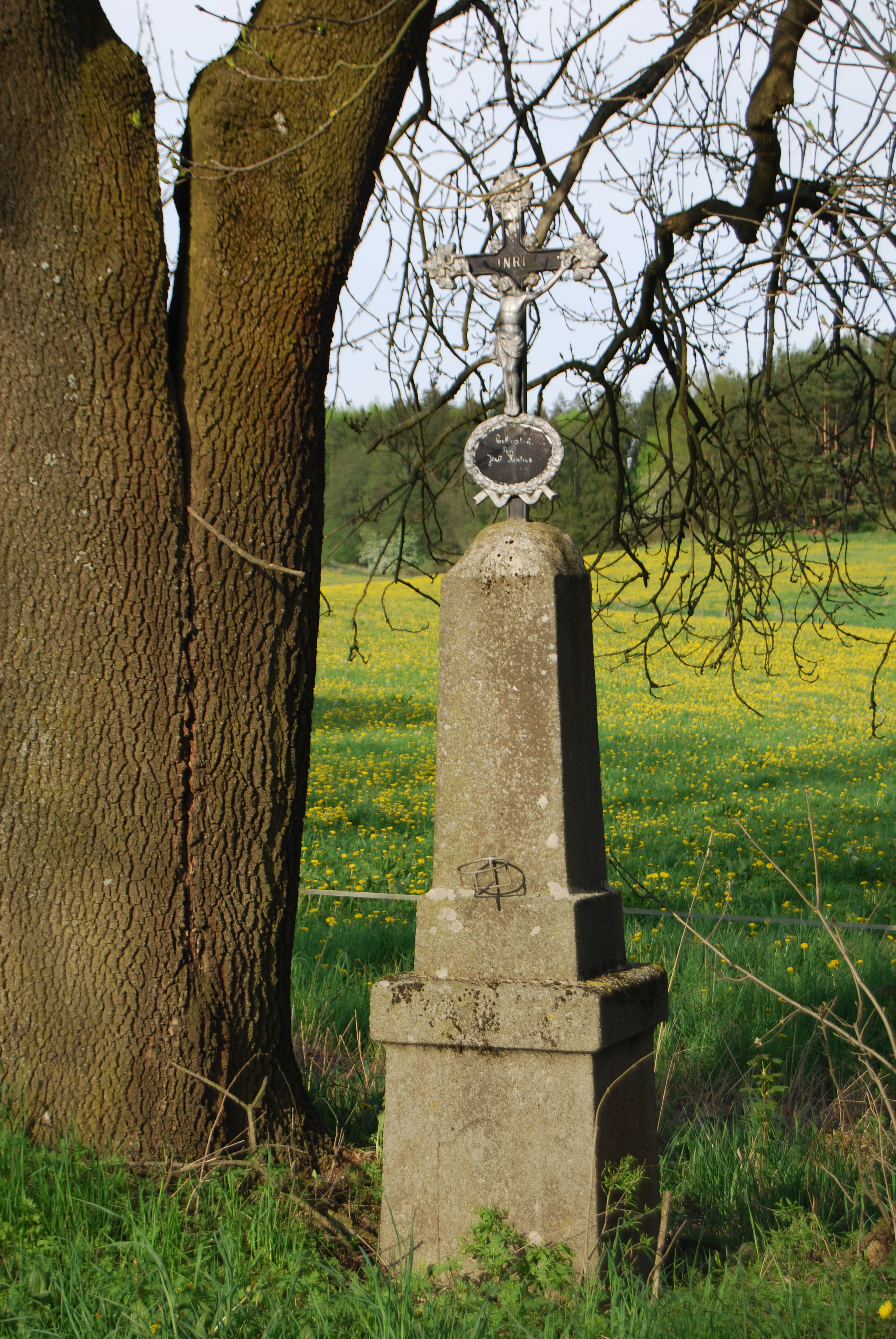
Kříž za vsí
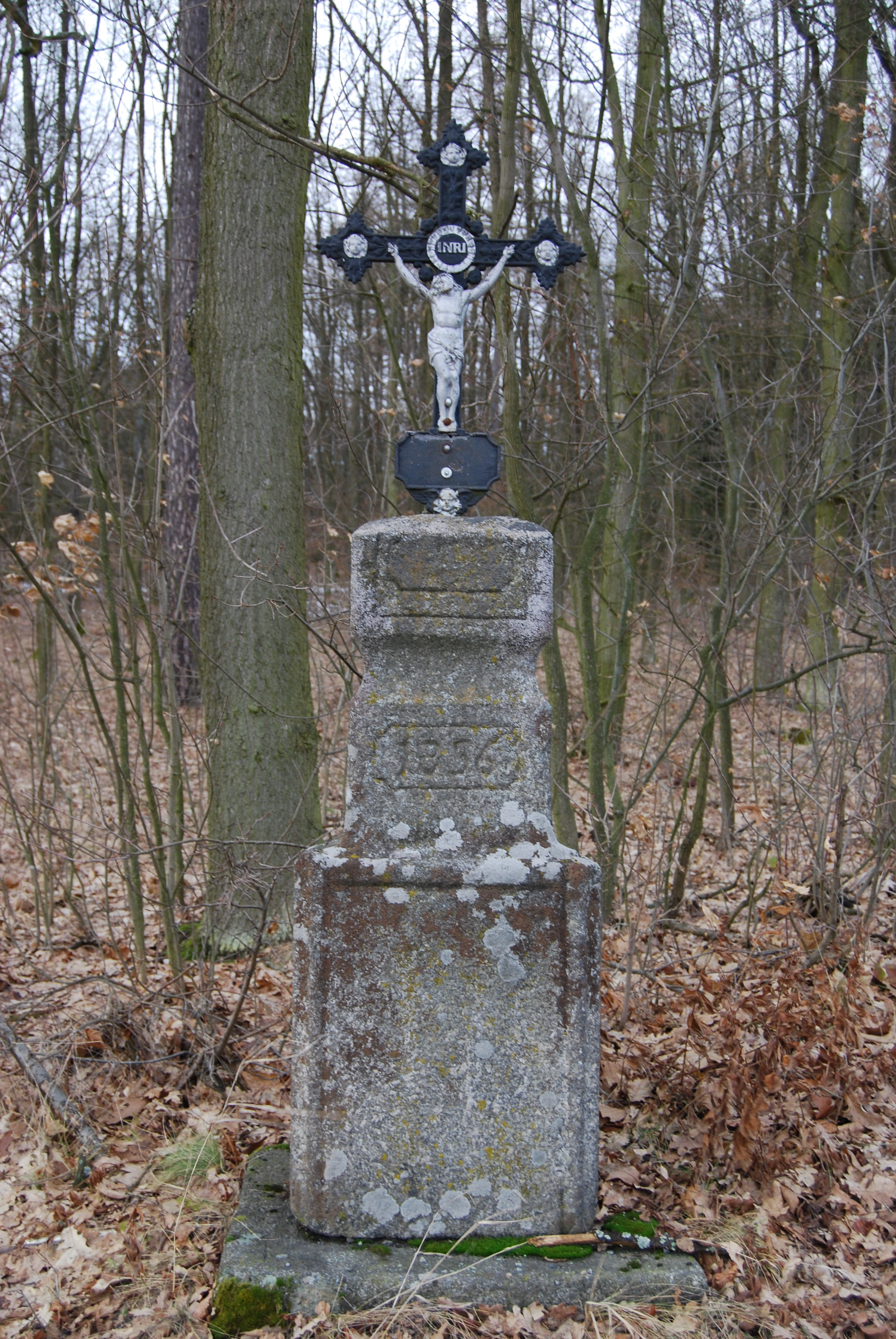
Kříž poblíž vesnice